# EWR VJ 101
EWR VJ 101 – niemiecki doświadczalny samolot pionowego startu i lądowania (VTOL) zaprojektowany w latach 60. XX wieku. Program zakończono na etapie budowy dwóch prototypów. Jeden z nich przekroczył podczas lotu barierę dźwięku stając się w ten sposób pierwszym samolotem VTOL, który tego dokonał.

## Historia

### Geneza
Przez cały okres zimnej wojny sztabowcy obydwu stron przygotowywali się do potencjalnego konfliktu pomiędzy supermocarstwami i ich sojusznikami. Zakładano, że potencjalna III wojna światowa swój początek będzie miała na terenie Niemiec i rozpocznie się od zmasowanego ataku radzieckich sił pancernych. Jednym z etapów poprzedzających atak sił lądowych będą jądrowe uderzenia na niemieckie lotniska. Aby zaradzić sytuacji, w której w obliczu potencjalnego konfliktu na terytorium Niemiec nie będzie zdatnego do użycia lotniska, pod koniec lat 50. ubiegłego wieku rozpoczęto w Niemczech prace nad samolotami pionowego startu i lądowania. Charakterystyka ich napędu sprawiała, iż samoloty bojowe zdolne do operowania z lotnisk, którymi mogą być parkingi, pola, czy jakikolwiek inny dostępny kawałek gruntu, gdzie można dowieźć zaopatrzenie i niezbędne urządzenia do obsługi wydawały się być idealnym rozwiązaniem. 

### Projekt

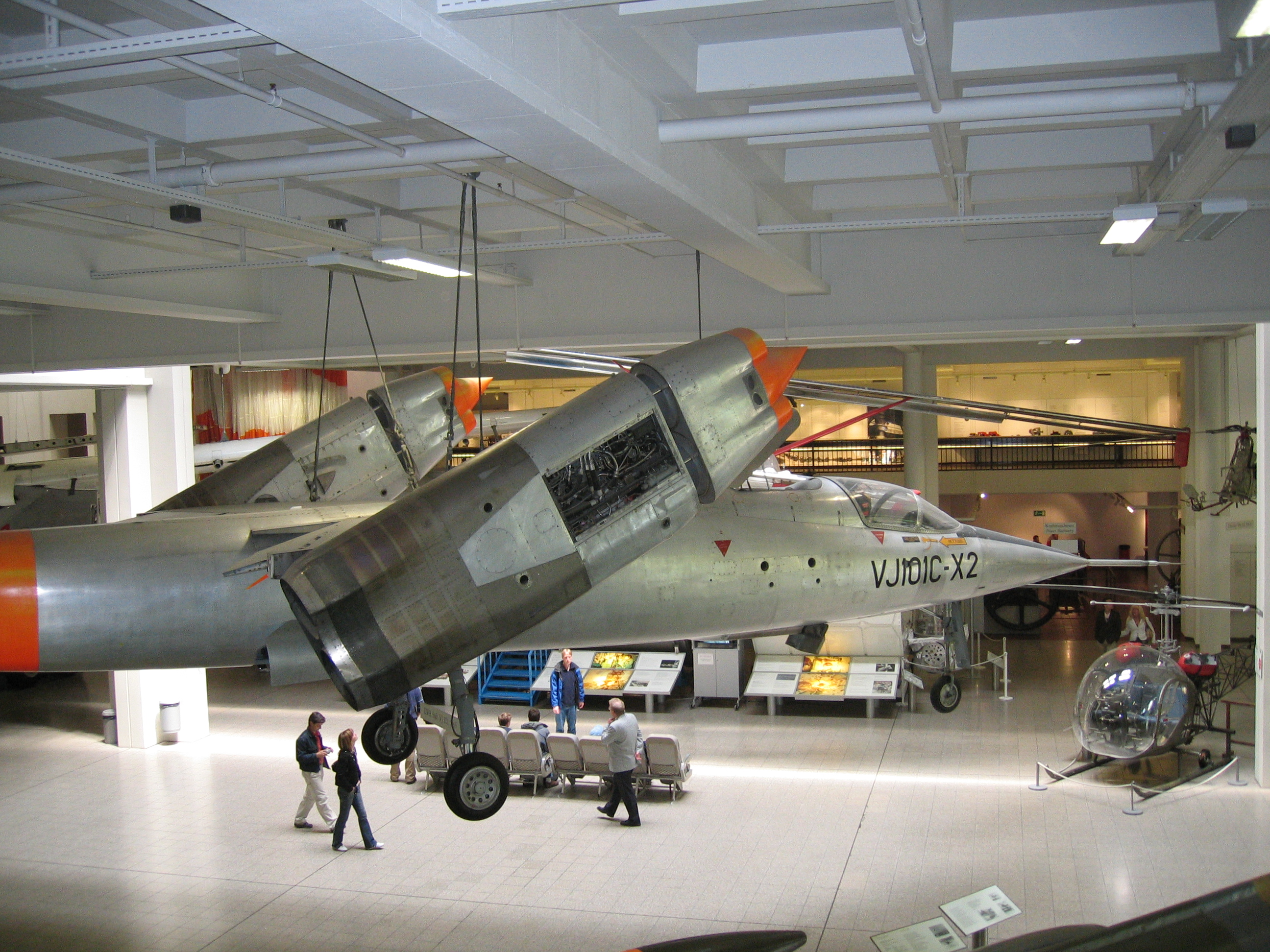
Drugi prototyp w Deutsches Museum w Monachium

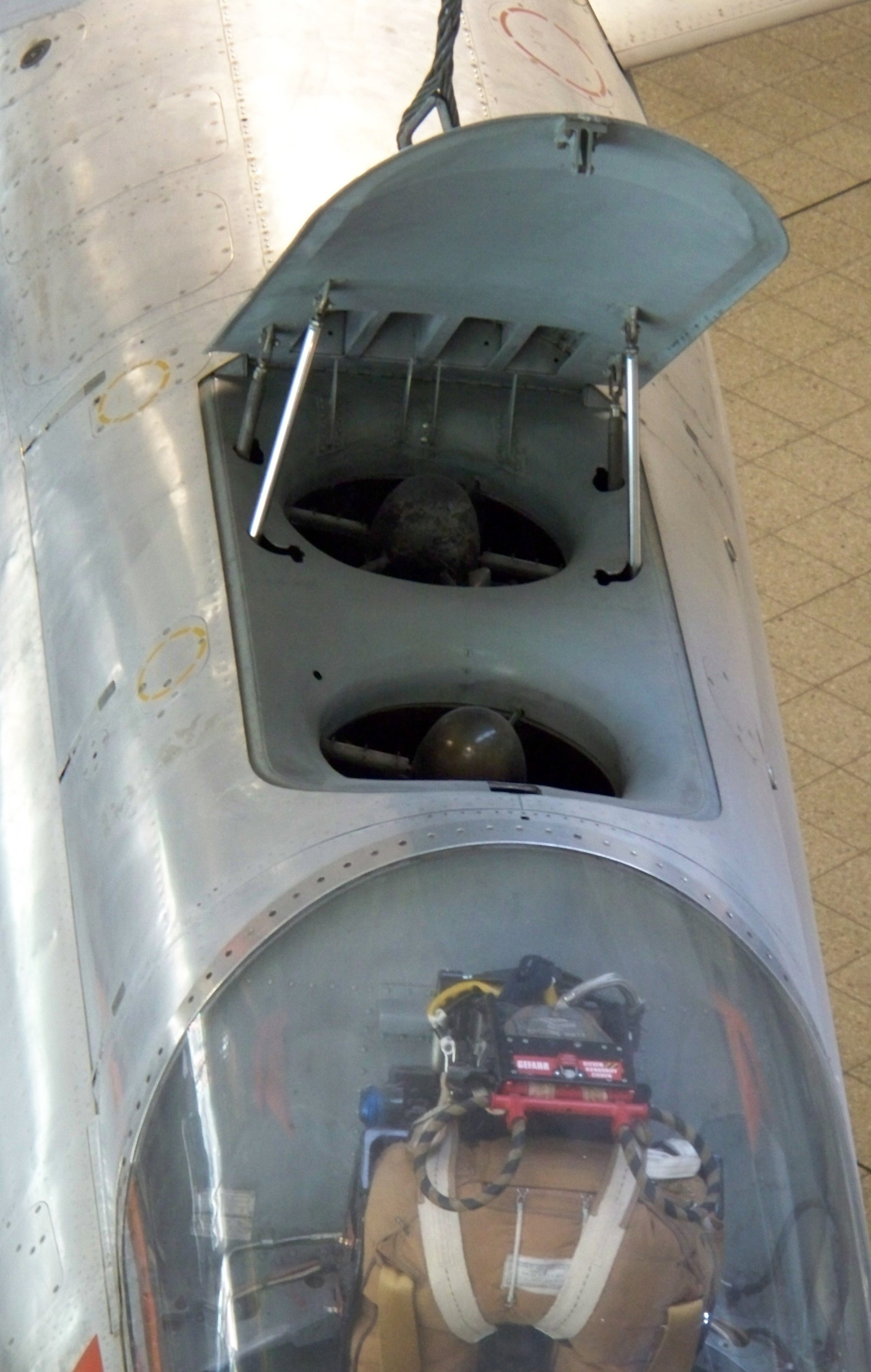
Ustawione pionowo w kadłubie za kabiną pilota silnik odrzutowe

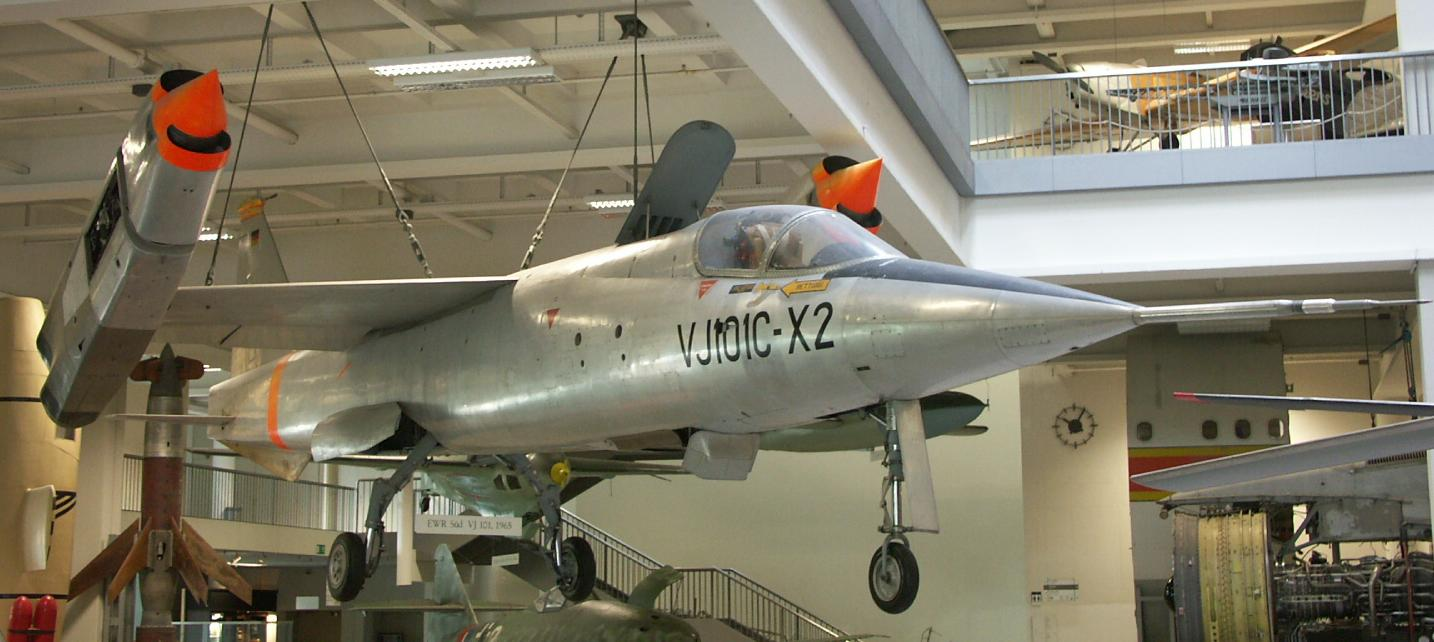
Prototyp na ekspozycji w Deutsches Museum

2 grudnia 1957 roku niemiecki ministerstwo obrony (Bundesministerium der Verteidigung) wydało oficjalne zapotrzebowanie na myśliwiec typu VTOL, działający w każdych warunkach atmosferycznych. Najbardziej zaawansowane prace nad tego typu maszyną prowadziła firma Heinkel, która opracowywała samolot oznaczony jako Heinkel He 231. Nowe zadanie okazało się być na tyle wymagające technologicznie, że w 1959 roku do prac obok Heinkla włączyły się firmy Bölkow i Messerschmitt, powołując do życia konsorcjum znane pod nazwą Entwicklungsring Süda (EWR), którego celem miało być wspólne opracowanie samolotu VTOL, osiągającego prędkość rzędu 2 Ma. Efektem wspólnych prac była maszyna oznaczona jako EWR VJ 101A (VJ - Versuchsjäger - myśliwiec doświadczalny). Była to maszyna, będąca rozwinięciem wcześniejszego projektu Heinkla, He 231. W jej opracowaniu istotną rolę odegrali inżynierowie firmy Short Brothers, którzy równolegle prowadzili prace nad własną konstrukcją, samolotem Short S.C.1. VJ 101A miał być samolotem w układzie kaczka jednak w marcu 1959 roku przygotowano nowy, mocno zmodyfikowany w porównaniu z wersją 101A projekt, oznaczony jako 101B. W wersji 101B planowano zastosować skrzydła typu delta i klasyczne usterzenie. Maszyna napędzana miała być trzema silnikami odrzutowymi, dwoma marszowymi Rolls-Royce RB145 z przestawialnymi dyszami oraz pojedynczym, ustawionym pionowo silnikiem Rolls-Royce RB108. Niestety wadą projektu okazało się być umieszczenie wszystkich trzech jednostek napędowych w kadłubie, tym samym ograniczając miejsce przeznaczone na zbiorniki paliwa. W takiej konfiguracji zasięg samolotu czynił go całkowicie nieprzydatnym w działaniach bojowych. W kwietniu 1960 roku powstał kolejny projekt oznaczony jako 101C. Samolot miał skrzydła o trapezowym obrysie na końcu których zainstalowano silniki Rolls-Royce RB145. Umieszczono je w obrotowych gondolach. Gondole mogły obracać się o 90°, umożliwiając pionowy start samolotu. Każda z gondoli mieściła po dwie jednostki RB145. W kadłubie, za kabiną pilota umieszczono jeden za drugim dodatkowe dwa silniki RB145 ustawione pionowo. Ich zadaniem miało być wspomaganie pionowego startu i lądowania. Podobny układ konstrukcyjny zastosowano w projekcie Bell XF-109. Docelowo w gondolach silnikowych na końcach skrzydeł planowano zainstalować pojedyncze silniki Rolls-Royce RB153. Na początku 1960 roku zbudowano specjalną platformę badawczą do testów pionowego startu nazwaną Wippe (huśtawka). Na "huśtawce" testowano systemy sterowania i stabilność przyszłego samolotu podczas manewru pionowego startu i lądowania. Dodatkowo w celu przetestowania systemów sterowania zbudowano specjalną latającą platformę, napędzaną trzema, ustawionymi pionowo silnikami Rolls-Royce RB108. W 1962 roku ukończono pierwszy egzemplarz prototypowy oznaczony jako VJ 101C X-1 (D-9517). 10 kwietnia 1963 roku samolot wzbił się do swojego pierwszego lotu. Za sterami maszyny siedział amerykański pilot George Bright. Oblot polegał na pionowym starcie, zawisie i pionowym lądowaniu. Cały manewr, podczas którego obydwie gondole silnikowe ustawione były w pozycji pionowej, przebiegł bez zakłóceń. 26 sierpnia 1963 roku dokonano oblotu maszyny wykonując klasyczny start, lot i lądowanie wspomagane spadochronem hamującym. Podczas tego lotu obydwie gondole ustawione były poziomo względem skrzydeł. 20 września 1963 roku wykonano pierwszy manewr przejścia ze startu pionowego do lotu poziomego obracając obydwie gondole silnikowe. W sumie wykonano czternaście manewrów przejścia z lotu pionowego do poziomego. 29 lipca 1964 roku samolot przekroczył po raz pierwszy barierę dźwięku (maszyna osiągnęła 1,04 Ma) stając się w ten sposób pierwszym samolotem typu VTOL, który tego dokonał. 14 września 1964 roku pierwszy prototyp uległ rozbiciu. 27 października 1964 oblatano drugi prototyp oznaczony jako VJ 101C X-2 (D-9518). 12 czerwca 1965 roku samolot wykonał pierwszy manewr pionowego startu i lądowania a 22 października tego samego roku, pierwsze przejście z lotu pionowego do lotu poziomego. Drugi prototyp miał posłużyć do przetestowania użycia dopalacza, pozwalającego uzyskać zakładaną prędkość ponad dźwiękową. Niestety okazało się, że użycie dopalacza podczas pionowego startu lub lądowania może powodować odbijanie się gorącego powietrza od nawierzchni i ponowne zasysanie go przez silniki a tym samym zmniejszanie sprawności ich działania. W 1968 roku cały program został zakończony. Prototyp X-2 ponownie wzbił się w powietrze w grudniu 1970 roku, testowano na nim układ aktywnego sterowania przeznaczony dla samolotu Panavia Tornado. Badania zakończono w maju 1971 roku a sama maszyna trafiła do Deutsches Museum w Monachium, gdzie można oglądać ją do dziś.

## Konstrukcja
EWR VJ 101 był całkowicie metalowym, jednoosobowym, wolnonośnym górnopłatem napędzanym czterema, odrzutowymi silnikami marszowymi umieszczonymi po dwa w gondolach silnikowych zainstalowanych na końcach skrzydeł. Gondole mogły obracać się o 90° względem osi skrzydeł. Chwyt powietrza do silników w gondoli zaopatrzony był w stożek wlotowy. Przednia część gondoli mogła być hydraulicznie wysuwana do przodu, co otwierało dodatkowe chwyty powietrza umieszczone po bokach gondoli silnikowych. Start wspomagany był dodatkowymi dwoma silnikami odrzutowymi, zainstalowanymi pionowo, jeden za drugim tuż za kabiną pilota. Swoim układem konstrukcyjnym samolot przypominał myśliwiec Lockheed F-104 Starfighter. Maszyna posiadała klasyczne usterzenie z płytowym usterzeniem poziomym. Skrzydła o trapezowym obrysie zaopatrzone w klapy i lotki. Podwozie trójzespołowe z przednim podparciem, chowane do wnęk w kadłubie. Przednia goleń dodatkowo podczas chowania obracała się o 90° aby zmieścić się w płytkiej wnęce pod kabiną pilota. Prototyp nie był uzbrojony ale wersja seryjna miała przenosić uzbrojenie podwieszane pod skrzydłami.